# Ranoidea cavernicola
Ranoidea cavernicola – gatunek australijskiego płaza bezogonowego z podrodziny Pelodryadinae w rodzinie rzekotkowatych (Hylidae).

## Morfologia
Jest to płaz średniej wielkości, osiągający 45–57 mm, ubarwiony na zielono-brązowo. Uwagę zwracają wydatny bębenek (tympanum) i przylgi na palcach.

## Występowanie
Jest to endemit, podobnie jak wiele innych rzekotkowatych tej części świata. Występuje jedynie w północnej Australii Zachodniej, a dokładniej w rejonie Kimberley, w tym na przybrzeżnych wyspach Katers i Bigge.
Preferuje tereny nisko położone, na wysokości od 150 do 300 metrów nad poziomem morza.
Zamieszkuje jaskinie i schronienia wśród głazów. Wiąże się z tym angielska nazwa gatunku cave-dwelling frog (żaba mieszkająca w jaskiniach). Obszary jego bytności są bogate w piaskowce.

## Status zagrożenia i ochrona
W Czerwonej księdze gatunków zagrożonych IUCN płaz ten od 2023 roku klasyfikowany jest jako gatunek najmniejszej troski (LC, ang. Least Concern); wcześniej, od 2004 roku uznawano go za gatunek niedostatecznie rozpoznany (DD, ang. Data Deficient).
Obecnie nie wymienia się żadnych zagrożeń dla tego gatunku, a trend jego liczebności oceniany jest jako stabilny.
Cały znany zasięg występowania gatunku mieści się w obrębie obszarów chronionych, w tym Mitchell River National Park i Prince Regent National Park.